# Il Volo Takes Flight - Live from the Detroit Opera House
| Recensione | Giudizio |
| ---------- | -------- |
| AllMusic   |          |

Il Volo Takes Flight – Live From the Detroit Opera House è il primo album dal vivo del gruppo musicale italiano Il Volo, pubblicato sul mercato internazionale il 28 febbraio 2012 dall'etichetta Geffen Records e distribuito da Universal Music. L'album, prodotto da Tony Renis e Humberto Gatica, ha raggiunto la prima posizione della classifica statunitense Billboard Classical Albums ed è certificato disco d'oro in Brasile,  Messico e Venezuela.

## Il disco
L'album è stato pubblicato in seguito alla realizzazione di uno special per l'emittente televisiva pubblica americana PBS  intitolato Il Volo takes flight,  registrato il 27 ottobre 2011 presso l'Opera House di Detroit, in occasione dell'ultima data del tour nordamericano del trio.
Il Volo si esibisce, accompagnato da un'orchestra di sessanta elementi diretta dal maestro Steven Mercurio, in canzoni tratte dal primo disco, Il Volo, tra cui il brano La luna hizo esto, eseguito in questa occasione con la cantante americana Pia Toscano. A queste si aggiungono le reinterpretazioni di due classici della canzone popolare italiana, Mamma e Funiculì funiculà, la romanza Mattinata di Ruggero Leoncavallo e Granada, con l'accompagnamento del chitarrista Milos Karadaglic.
Sono inoltre presenti, come avviene solitamente nei concerti del gruppo, delle esibizioni soliste: Musica proibita (interpretata da Gianluca Ginoble), Non ti scordar di me (Piero Barone) e Ti voglio tanto bene (Ignazio Boschetto).
Lo show è stato diretto da Ron de Moraes, con la produzione esecutiva di Michele Torpedine (manager del gruppo), Tony Renis, Steve Leber, Ken Ehrlich, Jamie Westrick e Ron Fair.

## Tracce

### CD
CD, download digitale
1. Il mondo – 4:08 (testo: Gianni Meccia – musica: Jimmy Fontana, Carlo Pes, Italo Greco)
2. Un amore così grande – 3:19 (testo: Antonella Maggio – musica: Guido Maria Ferilli)
3. Ti voglio tanto bene – 2:44 (testo: Ernesto de Curtis – musica: Domenico Furno)
4. Granada – 3:59 (Agustín Lara)
5. E più ti penso – 4:53 (testo: Tony Renis, Mogol – musica: Ennio Morricone)
6. 'O sole mio – 3:41 (testo: Giovanni Capurro – musica: Eduardo Di Capua, Alfredo Mazzucchi)
7. Non ti scordare di me – 3:27 (testo: Ernesto de Curtis – musica: Domenico Furno)
8. This Time – 3:09 (Kevin Griffin, Mike Busbee, Michelle Robin Lewis)
9. Smile – 4:50 (testo: John Turner, Geoffrey Parsons – musica: Charlie Chaplin)
10. Mattinata – 2:43 (Ruggero Leoncavallo)
11. Musica proibita – 3:26 (Stanislao Gastaldon)
12. Mamma – 3:39 (testo: Bruno Cherubini – musica: Cesare Andrea Bixio)
13. La luna hizo esto (feat. Pia Toscano) – 3:34 (testo: Mark Portman, Diane Warren, Edgar Cortázar)
14. Notte stellata (The Swan) – 3:53 (testo: Tony Renis – musica: Camille Saint-Saëns)
15. Funiculì funiculà – 3:23 (testo: Giuseppe Turco – musica: Luigi Denza)

Durata totale: 54:48

### DVD (Standard edition)
DVD, Blu-ray
1. Il mondo – 4:41 (testo: Gianni Meccia – musica: Jimmy Fontana, Carlo Pes, Italo Greco)
2. Un amore così grande – 3:07 (testo: Antonella Maggio – musica: Guido Maria Ferilli)
3. Ti voglio tanto bene – 2:36 (testo: Ernesto de Curtis – musica: Domenico Furno)
4. Smile – 4:40 (testo: John Turner, Geoffrey Parsons – musica: Charlie Chaplin)
5. Granada – 3:47 (Agustín Lara)
6. E più ti penso – 4:31 (testo: Tony Renis, Mogol – musica: Ennio Morricone)
7. Non ti scordare di me – 3:22 (testo: Ernesto de Curtis – musica: Domenico Furno)
8. El reloj – 3:30 (Roberto Cantoral)
9. Notte stellata (The Swan) – 3:36 (testo: Tony Renis – musica: Camille Saint-Saëns)
10. Musica proibita – 3:10 (Stanislao Gastaldon)
11. This Time – 3:00 (Kevin Griffin, Mike Busbee, Michelle Robin Lewis)
12. Mamma – 3:28 (testo: Bruno Cherubini – musica: Cesare Andrea Bixio)
13. Per te – 4:44 (Marco Marinangeli, Josh Groban, Walter Afanasieff)
14. Mattinata – 2:30 (Ruggero Leoncavallo)
15. 'O sole mio – 3:30 (testo: Giovanni Capurro – musica: Eduardo Di Capua, Alfredo Mazzucchi)
16. Bonus Documentary / BTS footage and interviews – 17:50

Durata totale: 72:02

### DVD (Deluxe edition)
DVD, Blu-ray
1. Il mondo – 4:41 (testo: Gianni Meccia – musica: Jimmy Fontana, Carlo Pes, Italo Greco)
2. Un amore così grande – 3:07 (testo: Antonella Maggio – musica: Guido Maria Ferilli)
3. Granada – 3:47 (Agustín Lara)
4. Ti voglio tanto bene – 2:36 (testo: Ernesto de Curtis – musica: Domenico Furno)
5. Smile – 4:40 (testo: John Turner, Geoffrey Parsons – musica: Charlie Chaplin)
6. 'O sole mio – 3:30 (testo: Giovanni Capurro – musica: Eduardo Di Capua, Alfredo Mazzucchi)
7. E più ti penso – 4:31 (testo: Tony Renis, Mogol – musica: Ennio Morricone)
8. Non ti scordare di me – 3:22 (testo: Ernesto de Curtis – musica: Domenico Furno)
9. El reloj – 3:30 (Roberto Cantoral)
10. Notte stellata (The Swan) – 3:36 (testo: Tony Renis – musica: Camille Saint-Saëns)
11. Musica proibita – 3:10 (Stanislao Gastaldon)
12. This Time – 3:00 (Kevin Griffin, Mike Busbee, Michelle Robin Lewis)
13. Mamma – 3:28 (testo: Bruno Cherubini – musica: Cesare Andrea Bixio)
14. Per te – 4:44 (Marco Marinangeli, Josh Groban, Walter Afanasieff)
15. Mattinata – 2:30 (Ruggero Leoncavallo)
16. La luna hizo esto (feat. Pia Toscano) – 3:30 (testo: Mark Portman, Diane Warren, Edgar Cortázar)
17. Funiculì funiculà – 2:53 (testo: Giuseppe Turco – musica: Luigi Denza)
18. Bonus Documentary / BTS footage and interviews – 17:50
19. Milos Karadaglic's Solo (Spanish Romance) – 3:03

Durata totale: 81:28

## Formazione

### Gruppo
- Piero Barone - voce (tenore)
- Ignazio Boschetto - voce (tenore)
- Gianluca Ginoble - voce (baritono)

### Musicisti
- Steven Mercurio - direttore d'orchestra
- The Michigan Opera Theatre Orchestra - Orchestra
- Reggie Hamilton - basso
- Blair Sinta - batteria
- Dean Parks - chitarra
- Randy Kerber - pianoforte, tastiera
- Milos Karadaglic - chitarra classica (Granada)

## Classifiche

### Posizioni massime
| Classifica (2012-2015)                   | Posizione massima |
| ---------------------------------------- | ----------------- |
| Belgio (Vallonia)                        | 95                |
| Belgio (Vallonia)(20 heatseekers albums) | 2                 |
| Italia                                   | 37                |
| Messico                                  | 31                |
| Stati Uniti                              | 85                |
| Stati Uniti (Classical albums)           | 1                 |

### Classifiche di fine anno
| Anno | Paese                          | Posizione |
| ---- | ------------------------------ | --------- |
| 2012 | Stati Uniti (Classical albums) | 9         |
| 2013 | Messico                        | 97        |